# Église Saint-Martin d'Aubigny-sur-Nère
L'église Saint-Martin est une église catholique située sur la commune d'Aubigny-sur-Nère, dans le département du Cher, en France.

## Localisation
Elle se situe au centre de la ville.

## Historique
Cette église a été initiée au XIIIe siècle.
L'édifice est classé au titre des monuments historiques par la liste de 1862.